# Ferrante Marconi
Pour les articles homonymes, voir Marconi.
Ferrante Marconi, né en 1798 à Bologne et mort le 11 mars 1868 à Varsovie, est un sculpteur italien néoclassique actif en Pologne.

## Biographie
Originaire de Césène, Ferrante Marconi naît en 1798 de Leandro Marconi et d'Eleonora Gerbert. Il subit sa formation artistique à l'Académie des beaux-arts de Bologne de 1815 à 1826. En 1817, il est remarqué pour ses reliefs à l'école des ornements et à l'école des éléments de la figure et expose au même moment un dessin intitulé S. Girolamo a lapis da una stampa, ed una testa d'ipocrifo all'acquerello dal gesso. En 1819, il reçoit de nombreux prix de sculpture à l'Académie et sculpte notamment une réplique du Bacchus de Sansovino. Il reçoit un prix pour la copie en 1821, et utilise la même occasion pour exposer une statue en terre cuite appelée Discobolus.
En 1824, il collabore avec Luigi Basoli, Domenico Ferri et son fils Gaetano (arz) sur la tombe de Domenico Tesi au cimetière monumental de la Chartreuse de Bologne. Il signe son nom sur un autre monument funéraire en 1827. En 1828, il s'établit en Pologne pour travailler, à la demande de son frère aîné Enrico, marquant le début d'une collaboration longue et chargée avec ce dernier,. Il commence son activité à Varsovie avec la décoration du Grand Théâtre en 1829-1830. La même année, il peint les stucs à la chapelle de Jean III Sobieski dans l'église de la Transfiguration-du-Seigneur (de). Il réalise vers 1837 des pots en terre cuite et des reliefs au palais de Wilanów, puis décore la salle des mosaïques du palais l'année suivante. Il exécute les modèles pour les quatre statues du pont du parc du Natolin en 1834 et décore les portes mauresques avec Ludwik Kauffmann (pl) en 1838. Il décore la salle à manger du palais Tyszkiewicz (en) entre 1841 et 1843, puis l'Hotel Europejski de 1856 à 1859. De 1859 à 1862, il collabore avec son frère à la décoration intérieure de la chapelle du Saint Sépulcre de l'église de l'assomption de la bienheureuse Vierge-Marie et de Saint-Joseph.
Marconi se marie une première fois en 1830 avec Dorota Elżbieta Hampl et a sept enfants, dont cinq morts en bas âge. Après la mort de Dorota en 1846, il se remarie en 1850 avec Karolina Elżbieta Thies et a un fils qu'il nomme Ferrante,,. Marconi meurt à Varsovie en 1868 à l'âge de 70 ans,. Sa sépulture se trouve au cimetière militaire de Powązki. Un de ses fils est l'architecte Leonard Marconi (en),.

## Œuvres

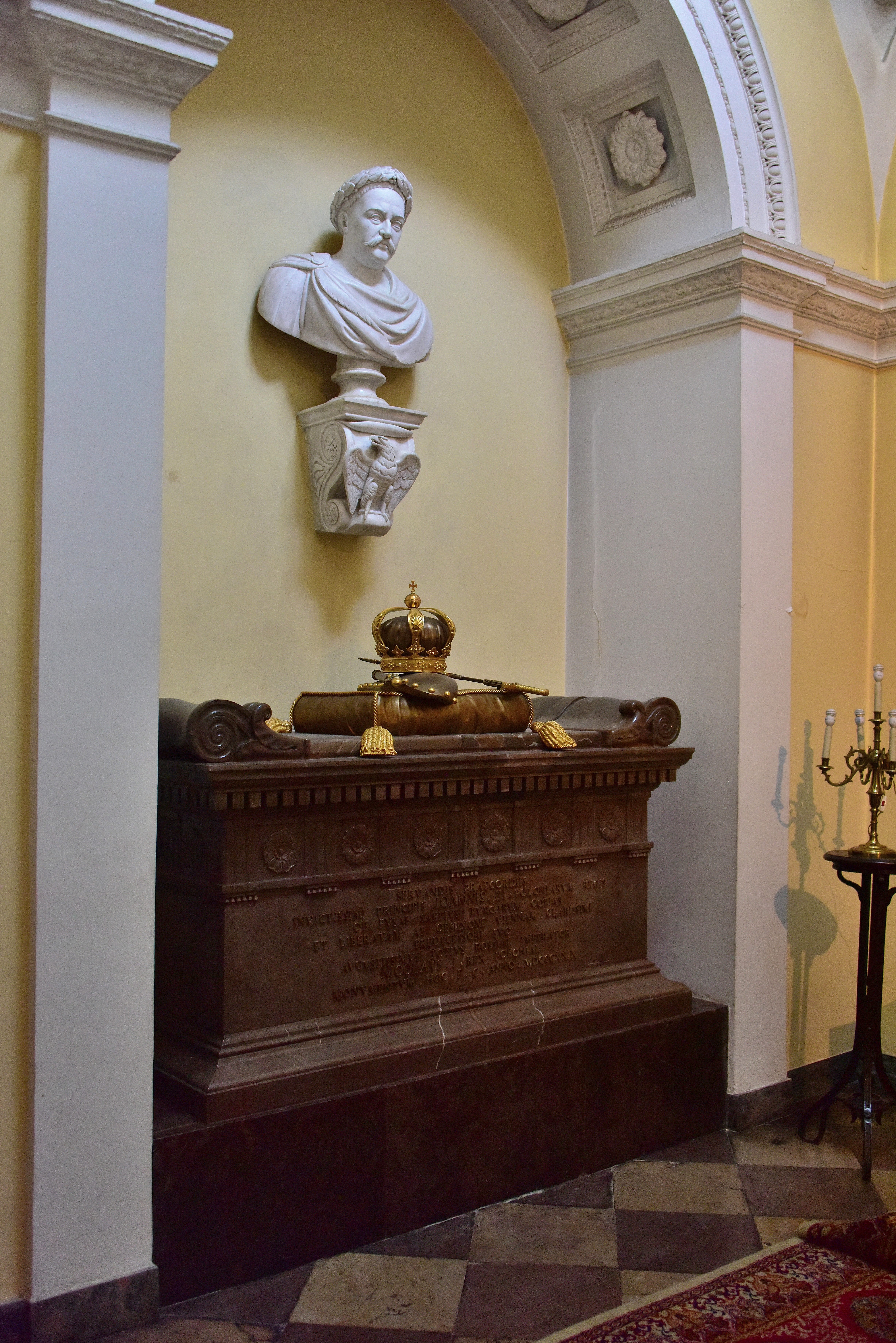
Chapelle de Jean III Sobieski dans l'église de la Transfiguration-du-Seigneur de Varsovie.

- Monumento di Domenico Tesi, marbre, Luigi Basoli (dessins), Gaetano Ferri (peinture), Filippo Schiassi (inscriptions) et Ferrante Marconi (sculpture), vers 1824, cimetière monumental de la Chartreuse de Bologne[7] ;
- Busto della Contessa Franchini Serristori, marbre, 1853, vendu à Milan en 2007 par Sotheby's[8].